# Thunder Creek Falls
Die Thunder Creek Falls sind ein Wasserfall im Mount-Aspiring-Nationalpark auf der Südinsel Neuseelands. Er liegt im Lauf des Thunder Creek, der unmittelbar nach dem Wasserfall und wenige Kilometer westlich der Gates of Haast in den Haast River mündet. Seine Fallhöhe beträgt insgesamt 96 Meter, diejenige der letzten und höchsten Fallstufe 28 Meter.
Der New Zealand State Highway 6 führt 92 km hinter Wanaka zu einem ausgewiesenen Wanderparkplatz. Von dort sind es etwa 5 Gehminuten zu einem Aussichtspunkt, von dem aus der Wasserfall jenseits des Haast River in seiner gesamten Länge einsehbar ist.